# CDIP1
CDIP1 (англ. Cell death inducing p53 target 1) – білок, який кодується однойменним геном, розташованим у людей на 16-й хромосомі. Довжина поліпептидного ланцюга білка становить 208 амінокислот, а молекулярна маса — 21 892.
| 10         |  | 20         |  | 30         |  | 40         |  | 50         |
| ---------- |  | ---------- |  | ---------- |  | ---------- |  | ---------- |
| MSSEPPPPYP |  | GGPTAPLLEE |  | KSGAPPTPGR |  | SSPAVMQPPP |  | GMPLPPADIG |
| PPPYEPPGHP |  | MPQPGFIPPH |  | MSADGTYMPP |  | GFYPPPGPHP |  | PMGYYPPGPY |
| TPGPYPGPGG |  | HTATVLVPSG |  | AATTVTVLQG |  | EIFEGAPVQT |  | VCPHCQQAIT |
| TKISYEIGLM |  | NFVLGFFCCF |  | MGCDLGCCLI |  | PCLINDFKDV |  | THTCPSCKAY |
| IYTYKRLC   |  |            |  |            |  |            |  |            |

A: Аланін

C: Цистеїн

D: Аспарагінова кислота

E: Глутамінова кислота

F: Фенілаланін

G: Гліцин

H: Гістидин

I: Ізолейцин

K: Лізин

L: Лейцин

M: Метіонін

N: Аспарагін

P: Пролін

Q: Глутамін

R: Аргінін

S: Серин

T: Треонін

V: Валін

Задіяний у таких біологічних процесах, як апоптоз, альтернативний сплайсинг. 
Білок має сайт для зв'язування з іонами металів, іоном цинку. 
Локалізований у мембрані, лізосомі, ендосомах.